# Nationale Vergadering (Mali)
De Nationale Vergadering (Arabisch: الجمعية الوطنية; Frans: Assemblée nationale) is het eenkamerparlement van Mali. De Nationale Vergadering telt 147 leden die worden gekozen voor een periode van vijf jaar. 
De Rassemblement pour le Mali (RPM) werd bij de verkiezingen van april 2020 de grootste partij in de Nationale Vergadering. Een militaire staatsgreep op 18 augustus 2020 heeft voorlopig een eind gemaakt aan het parlementaire leven in Mali.

## Overzicht verkiezingen
- Parlementsverkiezingen in Frans-Soedan (1959)
- Parlementsverkiezingen in Mali (1964)
- Parlementsverkiezingen in Mali (1979)
- Parlementsverkiezingen in Mali (1982)
- Parlementsverkiezingen in Mali (1985)
- Parlementsverkiezingen in Mali (1988)
- Parlementsverkiezingen in Mali (1992)
- Parlementsverkiezingen in Mali (April 1997)
- Parlementsverkiezingen in Mali (Juli 1997)
- Parlementsverkiezingen in Mali (2002)
- Parlementsverkiezingen in Mali (2007)
- Parlementsverkiezingen in Mali (2013)
- Parlementsverkiezingen in Mali (2020)
- Parlementsverkiezingen in Mali (2022)

## Verwijzingen
1. ↑  Carlijne Vos - De Volkskrant: Staatsgreep in Mali verliep vreedzaam, maar fundamentalisten kunnen nu hun kans grijpen - 19 augustus 2020